# Отто Руге
Отто Руге (норв. Otto Ruge; 9 січня 1882, Християнія, Норвегія — 15 серпня 1961, Осло, Норвегія) — норвезький військовий діяч, генерал-лейтенант (1945). Під час Другої світової війни — головнокомандувач норвезької армії під час німецького вторгнення в Норвегію.  

## Рання біографія
Народився в Християнії (нині Осло) у родині військового. В юності вступив на військову службу, у двадцять років став офіцером. У 1905 році вступив до військового училища, яке успішно закінчив. Із 1906 року служив у Генеральному штабі Норвегії. У 1933 році у званні полковника був призначений начальником Генерального штабу і займав цю посаду протягом наступних п'ятьох років. У 1938 році призначений генеральним інспектором піхоти. 

## Друга світова війна
9 квітня 1940 року нацистська Німеччина напала на Норвегію. Головнокомандувач норвезької армії генерал Крістіан Лааке хотів капітулювати німцям тому король звільнив Лааке з посади і 10 квітня 1940 року призначив новим головнокомандувачем Отто Руге, якому було присвоєне звання генерал-майора. 
Через стрімкий німецький наступ в Норвегії не була проведена мобілізація. Норвезька армія уступала ворогу в чисельності та в озброєнні, норвезькі війська були дезорганізовані. В цих умовах Руге наказав своїм військам відходити на північ країни і чекати допомоги з боку Британії та Франції. Руге на чолі своїх військ брав участь у битві за Нарвік. ￼Після евакуації британців і французів у червні 1940 року Руге капітулював. Після капітуляції Руге до 1945 року перебував у німецькому полоні. У травні 1945 року був звільнений з німецького табору для військовополонених Лукенвальде (Шталаг-III) радянськими військами. 

## Після війни
Після війни Руге отримав звання генерал-лейтенанта і знову став головнокомандувачем. У 1946 році Руге вийшов у відставку та був нагороджений орденом Святого Олафа. Написав мемуари про кампанію 1940 року. 

## Нагороди
- Орден Святого Олафа (Норвегія)
- Орден Данеброг (Данія)
- Орден Меча (Швеція)
- Орден Почесного легіону (Франція)
- Бронзова зірка (США)
- Virtuti Militari (Польща)